# Килиени (Ковасна)
Килиени (рум. Chilieni) насеље је у Румунији у округу Ковасна у општини Свети Ђорђе. Oпштина се налази на надморској висини од 525 m.

## Становништво
Према подацима из 2002. године у насељу је живело 655 становника.

### Попис2002.
| Расподела становништва по националности 2002.‍ | Расподела становништва по националности 2002.‍ | Расподела становништва по националности 2002.‍ | Расподела становништва по националности 2002.‍ | Расподела становништва по националности 2002.‍ |
| --------------------------------------------- | --------------------------------------------- | --------------------------------------------- | --------------------------------------------- | --------------------------------------------- |
|                                               |                                               |                                               |                                               |                                               |
| Румуни                                        | Румуни                                        |                                               | 25                                            | 3,8%                                          |
| Мађари                                        | Мађари                                        |                                               | 623                                           | 95,1%                                         |
| Роми                                          | Роми                                          |                                               | 7                                             | 1,1%                                          |